# Монумент Незалежності Туркменістану

Скульптури туркменських народних героїв

Монумент Незалежності Туркменістану (туркм. Garaşsyzlyk binasy) — пам'ятник, присвячений незалежності Туркменістану, розташований в Ашгабаті та відкритий у 2001.

## Опис
Монумент є 118-метровою колоною, увінчаною позолоченим півмісяцем з п'ятьма зірками — символом єднання п'яти найбільших туркменських племен, нижня частина монумента є напівсферою, що нагадує формою традиційну туркменську юрту.
У будівлі розташований «Музей Незалежності», у ньому представлені історичні експонати, пов'язані з витоками становлення суверенітету країни.
Невід'ємною частиною пам'ятника є парадна пішохідна алея, на початку якої на мармуровому постаменті споруджено позолочену постать першого президента Туркменістану Сапармурату Ніязова, так само пам'ятник оточений 27 скульптурами народних героїв. У проєкті створення скульптур брали участь відомі туркменські скульптори Бабасари Аннамурадов, Сарагт Бабаєв, Велмурад Джумаєв, Сейіт Артикмамедов, Гилич Ярмаммедов, Шамурад Ярмаммедов, Нурмухаммед Атаєв та інші. Навколо монумента розбитий сквер, з рослинами та фонтанами.

### Алея почесних гостей
За традицією іноземні гості садять молоде дерево на Алеї почесних гостей поблизу Монументу Незалежності.

## Історія
Пам'ятник звела турецька компанія «Polimeks» у 2001, до десятиліття незалежності Туркменістану.

## Зображення монумента

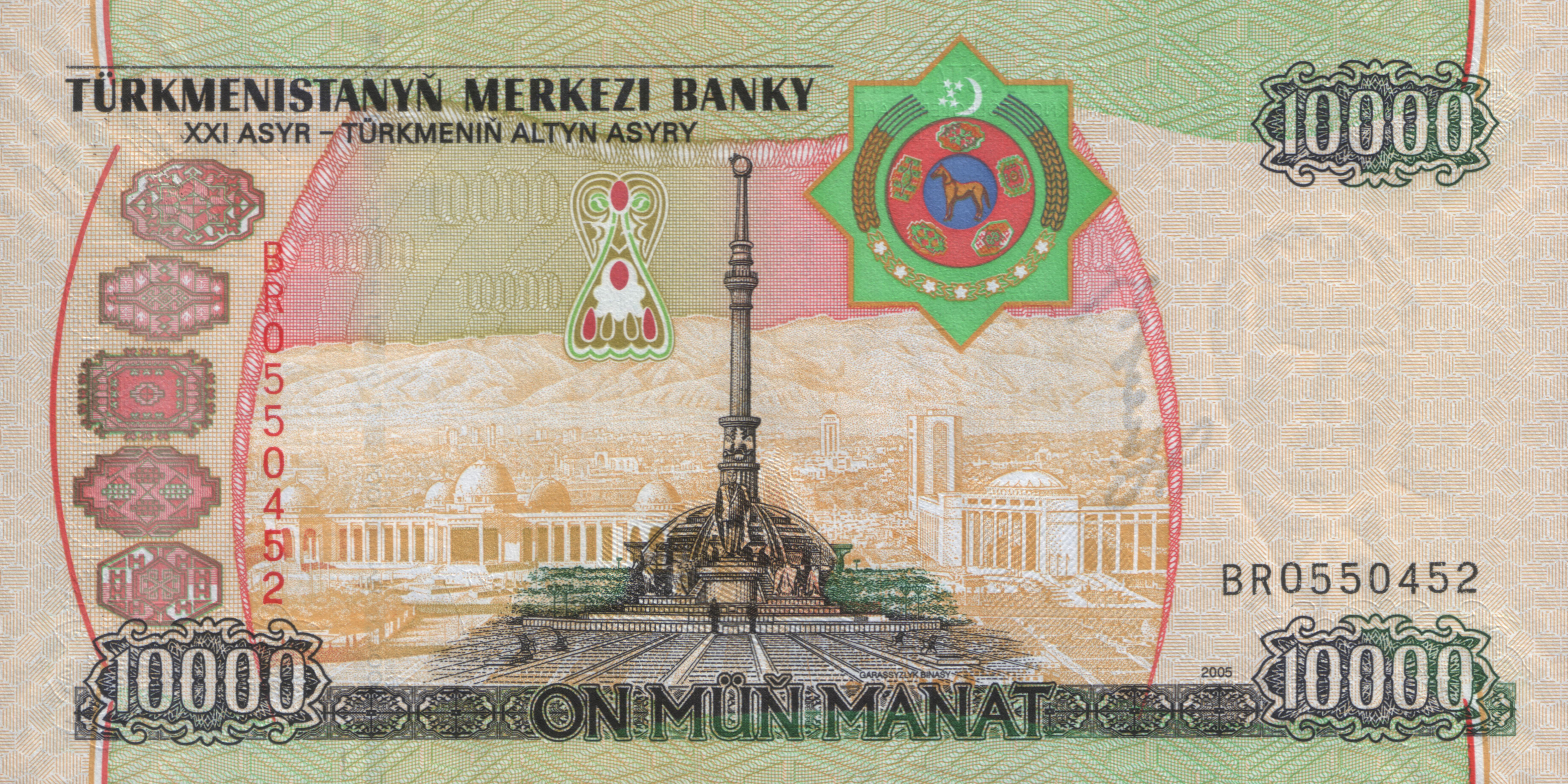
Зображення монумента на 10 000 манат
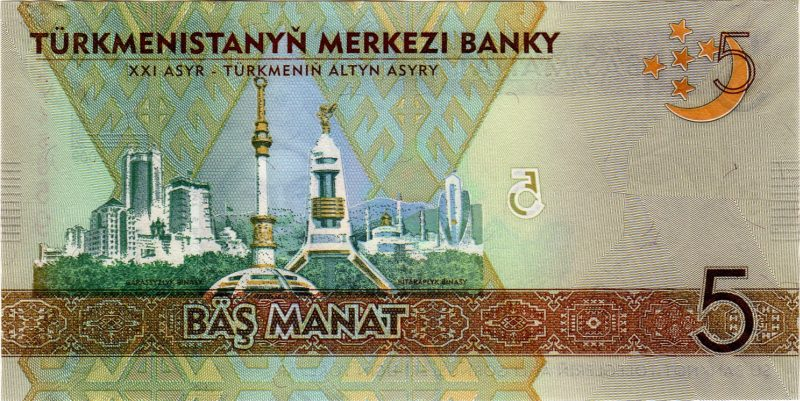
Купюра 5 манатів Туркменії із зображенням Монумента Незалежності (2009)
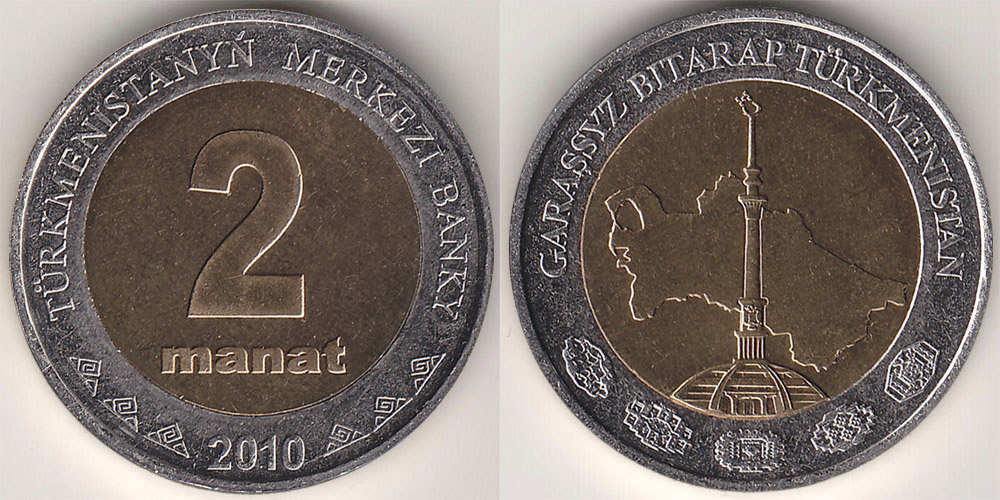
Зображення монумента на 2 манат